# Dimitrie Pompeiu
Dimitrie Pompeiu (* 22. Septemberjul. / 4. Oktober 1873greg. in Brosca, bei Dorohoi; † 8. Oktober 1954 in Bukarest) war ein rumänischer Mathematiker.

## Leben
Pompeiu studierte an der Pädagogischen Hochschule in Bukarest mit dem Abschluss 1893. Danach unterrichtete er Galati und Ploiest. 1898 setzte er sein Mathematikstudium in Paris fort und wurde 1905 bei Henri Poincaré promoviert (Sur la continuité des fonctions de variables complexes). Nach der Rückkehr nach Rumänien wurde er Professor in Iași. 1912 wurde er Professor für Mechanik in Bukarest als Nachfolger von Spiru Haret. 1930 wechselte er auf den Lehrstuhl für Funktionentheorie als Nachfolger von David Emmanuel.
Pompeiu befasste sich in erster Linie mit Analysis. In seiner Dissertation führte er später nach ihm benannte Pompei-Funktionen ein, die überall differenzierbar sind, deren Ableitung aber auf einer dichten Menge verschwindet und auf einer anderen dichten Menge unstetig ist. Er führte in seiner Dissertation auch einen Abstand ein, der später als Hausdorff-Abstand bekannt wurde (Felix Hausdorff bezog sich in seinem Buch über Mengenlehre 1914 auf Pompeiu).
Das Pompeiu-Problem hat seinen Ursprung in einem Aufsatz von Pompeiu 1929 und war Ausgangspunkt für zahlreiche Forschungen. In ursprünglicher Form lautet das Problem: verschwindet eine stetige Funktion in zwei Variablen identisch, falls ihr Integral über alle Scheiben von festem Radius verschwindet? Allgemein spricht man davon, ein Gebiet in der reellen Ebene habe die Pompeiu-Eigenschaft, falls die identisch überall verschwindende Funktion f=0 die einzige stetige Funktion mit der Eigenschaft ist, das ihr Flächenintegral auf dem Gebiet G und Gebieten, die aus G durch eine beliebige starre Bewegung hervorgehen, verschwindet. Das Pompeiu-Problem ist die Vermutung, dass die Kreisscheibe das einzige beschränkte einfach zusammenhängende Gebiet der reellen Ebene ist, für das die Pompeiu Eigenschaft nicht zutrifft.
Nach ihm benannt ist der Satz von Möbius-Pompeiu, der besagt, dass die Abstände eines Punktes P von den Ecken eines gleichseitigen Dreiecks, in dessen Ebene P liegt, die Seitenlängen eines Dreiecks bilden.
1934 wurde er Mitglied der Rumänischen Akademie der Wissenschaften.